# Hopman Cup
Pour les articles homonymes, voir Hopman.
La Hopman Cup (en français Coupe Hopman) est une épreuve de tennis mixte du calendrier ITF.
À la différence des tournois professionnels disputés toute l'année, possédant des tableaux féminins et/ou masculins, la Coupe Hopman est l'une des rares compétitions officielles proposant des rencontres de double mixte avec les quatre épreuves du Grand Chelem et les Jeux olympiques.
Après s'être déroulé sur dur entre 1989 et 2019 chaque année fin décembre ou début janvier à Perth en Australie, le tournoi disparaît, puis réapparaît à partir de juillet 2023 sur terre battue à Nice en France.

## Histoire
Le tournoi est nommé ainsi en l'honneur d'Harry Hopman (1906-1985), joueur et coach australien qui a emmené son pays à la victoire de 15 Coupe Davis de 1938 à 1969. C'est sous la supervision de sa veuve et seconde femme Lucy qui vit aux États-Unis que le tournoi se déroule.
Inscrite au calendrier de l'ITF, la première édition s'est tenue en décembre 1988 – janvier 1989 dans le Burswood Entertainment Complex, théâtre du tournoi jusqu'en 2012. Puis il déménage en 2013 dans la Perth Arena.
Les résultats des participants n'entrent pas dans le calcul des classements WTA et ATP.
Il est parfois appelé ITF World Mixed Team Championships.
La dernière édition australienne date de 2019, le tournoi ayant été annulé les deux éditions suivantes à cause de la pandémie de Covid-19. En juillet 2023, le tournoi réapparaît au calendrier, se déroulant cette fois sur terre battue au Nice Lawn Tennis Club de Nice en France. L'édition 2024 est cependant annulée en raison de la tenue des Jeux olympiques, mais les motifs d’annulation semblent plus nombreux, obscurcis par les dissensions internes du Nice Lawn tennis club se désistant pour être l’hôte des quatre éditions restantes, ce qui était pourtant prévu dans le contrat passé entre la Ville et Tennium.

## Format de l'épreuve

### Compétition
Huit nations s'affrontent : les sept meilleures mondiales (d'après un classement ITF), désireuses d'aligner leurs représentants les plus performants, sont automatiquement sélectionnées. La dernière, si elle n'est pas invitée, est tenue de remporter les séries éliminatoires (qualifications). Les rencontres se disputent en salle et sur dur.
Le format de la compétition a évolué :
- de 1989 à 1995, la compétition se déroule selon un tableau classique (à élimination directe).
- depuis 1996, les huit équipes sont réparties en deux poules (round robin). Les premiers de chaque poule s'affrontent en finale[3].

### Matchs
Chaque confrontation entre deux pays consiste en trois rencontres : un simple dames, un simple messieurs et un double mixte souvent décisif.
Tous les matchs sont en 2 sets gagnants. En cas d'égalité à 1-1, les joueurs jouent un super tie-break en 10 points.
Depuis 2017, le format FAST 4 est instauré pour le double mixte : 
- pas de let au service et point décisif à 40-40 ;
- chaque set se joue au meilleur des 7 jeux, tie-break à 3 jeux partout (en 5 points gagnants).

## Palmarès
| No | Date       | Nom et lieu du tournoi            | Catégorie                   | Dotation       | Surface        | Vainqueur                              | Finaliste                               | Score          |                |
| -- | ---------- | --------------------------------- | --------------------------- | -------------- | -------------- | -------------------------------------- | --------------------------------------- | -------------- | -------------- |
| 1  | 28-12-1988 | Hopman Cup I, Perth               | Compétition par équipes ITF | 250 000 AU$    | Dur (int.)     | Helena Suková Miloslav Mečíř           | Hana Mandlíková Pat Cash                | 2 matchs à 0   | Tableau        |
| 2  | 26-12-1989 | Hopman Cup II, Perth              | Compétition par équipes ITF | 350 000 AU$    | Dur (int.)     | Arantxa Sánchez Emilio Sánchez         | Pam Shriver John McEnroe                | 2 matchs à 1   | Tableau        |
| 3  | 27-12-1990 | Hopman Cup III, Perth             | Compétition par équipes ITF | 400 000 AU$    | Dur (int.)     | Monica Seles Goran Prpić               | Zina Garrison David Wheaton             | 3 matchs à 0   | Tableau        |
| 4  | 27-12-1991 | Hopman Cup IV, Perth              | Compétition par équipes ITF | 600 000 AU$    | Dur (int.)     | Manuela Maleeva Jakob Hlasek           | Helena Suková Karel Nováček             | 2 matchs à 1   | Tableau        |
| 5  | 02-01-1993 | Hopman Cup V, Perth               | Compétition par équipes ITF | 700 000 AU$    | Dur (int.)     | Steffi Graf Michael Stich              | Arantxa Sánchez Emilio Sánchez          | 2 matchs à 1   | Tableau        |
| 6  | 31-12-1993 | Hopman Cup VI, Perth              | Compétition par équipes ITF | 760 000 AU$    | Dur (int.)     | Jana Novotná Petr Korda                | Anke Huber Bernd Karbacher              | 2 matchs à 1   | Tableau        |
| 7  | 31-12-1994 | Hyundai Hopman Cup VII, Perth     | Compétition par équipes ITF | NC AU$         | Dur (int.)     | Anke Huber Boris Becker                | Natalia Medvedeva Andreï Medvedev       | 3 matchs à 0   | Tableau        |
| 8  | 31-12-1995 | Hyundai Hopman Cup VIII, Perth    | Compétition par équipes ITF | 700 000 AU$    | Dur (int.)     | Iva Majoli Goran Ivanišević            | Martina Hingis Marc Rosset              | 2 matchs à 1   | Tableau        |
| 9  | 29-12-1996 | Hyundai Hopman Cup IX, Perth      | Compétition par équipes ITF | 800 000 AU$    | Dur (int.)     | Chanda Rubin Justin Gimelstob          | Amanda Coetzer Wayne Ferreira           | 2 matchs à 1   | Tableau        |
| 10 | 04-01-1998 | Hyundai Hopman Cup X, Perth       | Compétition par équipes ITF | 900 000 AU$    | Dur (int.)     | Karina Habšudová Karol Kučera          | Mary Pierce Cédric Pioline              | 2 matchs à 1   | Tableau        |
| 11 | 02-01-1999 | Hyundai Hopman Cup XI, Perth      | Compétition par équipes ITF | 900 000 AU$    | Dur (int.)     | Jelena Dokić Mark Philippoussis        | Åsa Svensson Jonas Björkman             | 2 matchs à 1   | Tableau        |
| 12 | 01-01-2000 | Hyundai Hopman Cup XII, Perth     | Compétition par équipes ITF | 900 000 AU$    | Dur (int.)     | Amanda Coetzer Wayne Ferreira          | Tamarine Tanasugarn Paradorn Srichaphan | 3 matchs à 0   | Tableau        |
| 13 | 30-12-2000 | Hyundai Hopman Cup XIII, Perth    | Compétition par équipes ITF | 1 000 000 AU$  | Dur (int.)     | Martina Hingis Roger Federer           | Monica Seles Jan-Michael Gambill        | 2 matchs à 1   | Tableau        |
| 14 | 29-12-2001 | Hyundai Hopman Cup XIV, Perth     | Compétition par équipes ITF | 1 000 000 AU$  | Dur (int.)     | Arantxa Sánchez Tommy Robredo          | Monica Seles Jan-Michael Gambill        | 2 matchs à 1   | Tableau        |
| 15 | 28-12-2002 | Hyundai Hopman Cup XV, Perth      | Compétition par équipes ITF | 1 000 000 AU$  | Dur (int.)     | Serena Williams James Blake            | Alicia Molik Lleyton Hewitt             | 3 matchs à 0   | Tableau        |
| 16 | 03-01-2004 | Hyundai Hopman Cup XVI, Perth     | Compétition par équipes ITF | 1 000 000 AU$  | Dur (int.)     | Lindsay Davenport James Blake          | Daniela Hantuchová Karol Kučera         | 2 matchs à 1   | Tableau        |
| 17 | 01-01-2005 | Hyundai Hopman Cup XVII, Perth    | Compétition par équipes ITF | 1 000 000 AU$  | Dur (int.)     | Daniela Hantuchová Dominik Hrbatý      | Gisela Dulko Guillermo Coria            | 3 matchs à 0   | Tableau        |
| 18 | 30-12-2005 | Hyundai Hopman Cup XVIII, Perth   | Compétition par équipes ITF | 1 000 000 AU$  | Dur (int.)     | Lisa Raymond Taylor Dent               | Michaëlla Krajicek Peter Wessels        | 2 matchs à 1   | Tableau        |
| 19 | 30-12-2006 | Hyundai Hopman Cup XIX, Perth     | Compétition par équipes ITF | 1 000 000 AU$  | Dur (int.)     | Nadia Petrova Dmitri Toursounov        | Anabel Medina Tommy Robredo             | 2 matchs à 0   | Tableau        |
| 20 | 29-12-2007 | Hyundai Hopman Cup XX, Perth      | Compétition par équipes ITF | 1 000 000 AU$  | Dur (int.)     | Serena Williams Mardy Fish             | Jelena Janković Novak Djokovic          | 2 matchs à 1   | Tableau        |
| 21 | 03-01-2009 | Hyundai Hopman Cup XXI, Perth     | Compétition par équipes ITF | 1 000 000 AU$  | Dur (int.)     | Dominika Cibulková Dominik Hrbatý      | Dinara Safina Marat Safin               | 2 matchs à 0   | Tableau        |
| 22 | 02-01-2010 | Hyundai Hopman Cup XXII, Perth    | Compétition par équipes ITF | 1 000 000 AU$  | Dur (int.)     | María José Martínez Tommy Robredo      | Laura Robson Andy Murray                | 2 matchs à 1   | Tableau        |
| 23 | 01-01-2011 | Hyundai Hopman Cup XXIII, Perth   | Compétition par équipes ITF | 1 000 000 AU$  | Dur (int.)     | Bethanie Mattek-Sands John Isner       | Justine Henin Ruben Bemelmans           | 2 matchs à 1   | Tableau        |
| 24 | 31-12-2011 | Hyundai Hopman Cup XXIV, Perth    | Compétition par équipes ITF | 1 000 000 AU$  | Dur (int.)     | Petra Kvitová Tomáš Berdych            | Marion Bartoli Richard Gasquet          | 2 matchs à 0   | Tableau        |
| 25 | 29-12-2012 | Hyundai Hopman Cup XXV, Perth     | Compétition par équipes ITF | 1 000 000 AU$  | Dur (int.)     | Anabel Medina Fernando Verdasco        | Ana Ivanović Novak Djokovic             | 2 matchs à 1   | Tableau        |
| 26 | 28-12-2013 | Hyundai Hopman Cup XXVI, Perth    | Compétition par équipes ITF | 1 000 000 AU$  | Dur (int.)     | Alizé Cornet Jo-Wilfried Tsonga        | Agnieszka Radwańska Grzegorz Panfil     | 2 matchs à 1   | Tableau        |
| 27 | 04-01-2015 | Hyundai Hopman Cup XXVII, Perth   | Compétition par équipes ITF | 1 000 000 AU$  | Dur (int.)     | Agnieszka Radwańska Jerzy Janowicz     | Serena Williams John Isner              | 2 matchs à 1   | Tableau        |
| 28 | 03-01-2016 | Hyundai Hopman Cup XXVIII, Perth  | Compétition par équipes ITF | 1 000 000 AU$  | Dur (int.)     | Daria Gavrilova Nick Kyrgios           | Elina Svitolina Alexandr Dolgopolov     | 2 matchs à 0   | Tableau        |
| 29 | 01-01-2017 | MasterCard Hopman Cup XXIX, Perth | Compétition par équipes ITF | 1 000 000 AU$  | Dur (int.)     | Kristina Mladenovic Richard Gasquet    | Coco Vandeweghe Jack Sock               | 2 matchs à 1   | Tableau        |
| 30 | 30-12-2017 | MasterCard Hopman Cup XXX, Perth  | Compétition par équipes ITF | 1 000 000 AU$  | Dur (int.)     | Belinda Bencic Roger Federer           | Angelique Kerber Alexander Zverev       | 2 matchs à 1   | Tableau        |
| 31 | 29-12-2018 | MasterCard Hopman Cup XXXI, Perth | Compétition par équipes ITF | 1 000 000 AU$  | Dur (int.)     | Belinda Bencic Roger Federer           | Angelique Kerber Alexander Zverev       | 2 matchs à 1   | Tableau        |
| –  | 2020-2022  | Pas de tournoi                    | Pas de tournoi              | Pas de tournoi | Pas de tournoi | Pas de tournoi                         | Pas de tournoi                          | Pas de tournoi | Pas de tournoi |
| 32 | 19-07-2023 | Hopman Cup XXXII, Nice            | Compétition par équipes ITF | NC             | Terre (ext.)   | Donna Vekic Borna Ćorić                | Céline Naef Leandro Riedi               | 2 matchs à 0   | Tableau        |
| –  | 2024       | Pas de tournoi                    | Pas de tournoi              | Pas de tournoi | Pas de tournoi | Pas de tournoi                         | Pas de tournoi                          | Pas de tournoi | Pas de tournoi |
| 33 | 16-07-2025 | Hopman Cup XXXIII, Bari           | Compétition par équipes ITF | NC             | Dur (ext.)     | Bianca Andreescu Félix Auger-Aliassime | Lucia Bronzetti Flavio Cobolli          | 2 matchs à 1   | Tableau        |

## Statistiques

### Joueurs titrés plusieurs fois
- 3 titres : 
  -  Roger Federer
- 2 titres : 
  -   Arantxa Sánchez,  Serena Williams et  Belinda Bencic
  -   James Blake,  Dominik Hrbatý et  Tommy Robredo

### Classement par pays
- L'équipe suisse Federer/Bencic est la première paire à remporter le trophée deux fois consécutivement.

| Rang | Pays            | Victoire(s) | Finale(s) perdue(s) |
| ---- | --------------- | ----------- | ------------------- |
| 1    | États-Unis      | 6           | 6                   |
| 2    | Espagne         | 4           | 2                   |
| 2    | Suisse          | 4           | 2                   |
| 4    | Slovaquie       | 3           | 1                   |
| 5    | Allemagne       | 2           | 3                   |
| 5    | Australie       | 2           | 2                   |
| 5    | France          | 2           | 2                   |
| 8    | Tchéquie        | 2           | 0                   |
|      | Croatie         | 2           | 0                   |
| 9    | Afrique du Sud  | 1           | 1                   |
| 9    | Pologne         | 1           | 1                   |
| 9    | Russie          | 1           | 1                   |
| 9    | Tchécoslovaquie | 1           | 1                   |
| 13   | Canada          | 1           | 0                   |
| 13   | Yougoslavie     | 1           | 0                   |
| 15   | Serbie          | 0           | 2                   |
| 15   | Ukraine         | 0           | 2                   |
| 17   | Argentine       | 0           | 1                   |
| 17   | Belgique        | 0           | 1                   |
| 17   | Italie          | 0           | 1                   |
| 17   | Royaume-Uni     | 0           | 1                   |
| 17   | Pays-Bas        | 0           | 1                   |
| 17   | Suède           | 0           | 1                   |
| 17   | Thaïlande       | 0           | 1                   |